# سونيا أوسوريو
سونيا أوسوريو (بالإسبانية: Sonia Osorio) هي راقصة باليه كولومبية، ولدت في 25 مارس 1928 في بوغوتا في كولومبيا، وتوفيت في 28 مارس 2011 في كارتاهينا في فنزويلا بسبب اعتلال الكلية.